# فقط الملائكة لها أجنحة
فقط الملائكة لها أجنحة (بالإنجليزية: Only Angels Have Wings)‏ فيلم مغامرات درامي أبيض وأسود أمريكي إنتاج عام 1939 من إخراج هاورد هوكس، بطولة كاري غرانت وجين آرثر ، يستند فيلم إلى قصة كتبها هاورد هوكس، تحكي قصة مدير شركة شحن جوي في بلدة ساحلية نائية في أمريكا الجنوبية يضطر إلى المخاطرة بحياة طياريه أثناء تنافسه للحصول على عقد كبير. شارك في الادوارة المساندة كل من توماس ميتشل، ريتشارد بارثلميس، نوح بيري جونيور ، وريتا هيوارث. صدر الفيلم من قبل شركة كولومبيا بيكتشرز في مايو 1939، ويعتبر بشكل عام من بين أفضل أفلام هوكس ، لا سيما في تصويره لمهنية طياري الفيلم وسلسلة الطيران.
تم اختيار الفيلم للحفظ في السجل الوطني للأفلام من قبل مكتبة الكونغرس الولايات المتحدة باعتباره "مهمًا ثقافيًا أو تاريخيًا أو جماليًا".

## فريق التمثيل
| - كاري جرانت في دور جيف كارتر - جين آرثر في دور بوني لي - ريتشارد بارثلميس في دور بات ماكفيرسون - ريتا هايورث في دور جودي ماكفيرسون - توماس ميتشل في دور "كيد" داب - ألين جوسلين في دور لي بيترز - سيج رومان في دور جون "دوتشى" فان رويتر - فيكتور كيليان في دور "سباركس" رينولدز - جون كارول في دور "جينت" شيلتون | - دون باري في دور "تكس" جوردون - نوح بيري جونيور في دور جو سوثر - مانويل ألفاريز ماسيست في دور مغني - ميليسا سييرا في دور ليلي - لوسيو فيليجاس في دور طبيب - بات فلاهيرتي في دور مايك - بيدرو ريغاس في دور بانشو - بات ويست في دور بالدي |

## روابط خارجية
- فقط الملائكة لها أجنحة  في قاعدة بيانات الأفلام على الإنترنت (بالإنجليزية)
- فقط الملائكة لها أجنحة في قاعدة بيانات تيرنر كلاسيك موفيز للأفلام.
- فقط الملائكة لها أجنحة على موقع أول موفي.
- فقط الملائكة لها أجنحة على فهرس معهد الفيلم الأمريكي